# Time (chanson d'O.Torvald)
Pour les articles homonymes, voir Time.
Chansons représentant l'Ukraine au Concours Eurovision de la chanson
1944
(2016) Under the Ladder
(2018)
Time (en français « Temps ») est la chanson d'O.Torvald qui représentera l'Ukraine au Concours Eurovision de la chanson 2017 à Kiev, en Ukraine.
L'Ukraine étant le pays hôte du Concours 2017, elle est directement qualifiée pour la finale le 13 mai 2017.